# Ernst Hartmann von Franzenshuld
Ernst Hartmann von Franzenshuld, auch Ernst Edler von Franzenshuld oder Ernst von Hartmann-Franzenshuld (* 4. September 1840 in Wien; † 26. Mai 1884 ebenda), war ein österreichischer Heraldiker und Numismatiker.
Ernst Hartmann von Franzenshuld war der Enkel des österreichischen Chirurgen und Militärarztes Johann Hartmann (* um 1775; † um 1848), der 1834 als „Edler von Franzenshuld“ in den österreichischen erblichen Adelsstand erhoben worden war.
Nach seinem Studium von 1859 bis 1863 und der Promotion war Ernst Hartmann von Franzenshuld ab 1870 Kustos am Münz- und Antikenkabinett in Wien. Im Sommer 1860 bereiste er das Tal der unteren Donau sowie einige Städte im nördlichen Bulgarien (Vidin, Ruse) und in der Walachei. 1870 gründete er die Heraldisch-Genealogische Gesellschaft Adler in Wien.

## Schriften
- Reiseskizzen. In: Von Haus zu Haus. Illustrirte Blätter für geistige Erholung und Anregung. Nr. 8, 1861, ZDB-ID 553637-6, S. 103–106, (Digitalisat).
- Reisebilder aus Bulgarien und der Walachei. In: Illustrirtes Haus- und Familien-Buch mit Farbendruckbildern. 1862, ZDB-ID 2903273-8, S. 45–48, 73–75, 92 f., 113–115, 131–134, 144–148, (Digitalisat).
- Sonnenblumen. Novellen, Poesien und Reisebilder. Hartleben, Wien u. a. 1868, (Digitalisat).
- Über die Regeneration der Heraldik und den gegenwärtigen Standpunkt dieser Wissenschaft. In: Mittheilungen der K. K. Central-Commission zur Erforschung und Erhaltung der Baudenkmale. Bd. 14, 1869, ZDB-ID 220003-X, S. XLVIII–LIII, LXVII–LXX.
- Über Städtewappen und Widimsky’s Werk Städtewappen des österreichischen Kaiserstaates. In: Mittheilungen der K.K. Central-Commission zur Erforschung und Erhaltung der Baudenkmale. Bd. 16, 1871, S. CXXXIV–CXLIII.
- Geschlechter-Buch der Wiener Erbbuerger Ratsverwandten und Wappengenossen. Lieferung 1–2[1]: A–B. Faesy, Wien 1882–1883, (Digitalisat).